# Harvest Moon GB
Harvest Moon GB (牧場物語GB Bokujō Monogatari GB?) är det andra spelet i Story of Seasons serie datorspel, och utvecklades av Victor Interactive Software. Harvest Moon GB är det första bärbara Harvest Moon-spelet, utvecklat för Game Boy. En Game Boy Color version släpptes senare under namnet Harvest Moon GBC. Game Boy Color-versionen släpptes senare på 3DS Virtual Console 2013.